# Trinitrochlorbenzol
Das Trinitrochlorbenzol (2,4,6-Trinitrochlorbenzol, Pikrylchlorid) ist eine feste chemische Verbindung, die explosionsgefährliche Eigenschaften besitzt. Es leitet sich sowohl vom Chlorbenzol, als auch vom Nitrobenzol ab. Der Name Pikrylchlorid stammt aus der Frühzeit der Organischen Chemie (19. Jahrhundert), da die damalige Synthese über die Reaktion von Pikrinsäure mit Phosphorpentachlorid ablief.

## Darstellung
Trinitrochlorbenzol kann durch Nitrierung von 2,4-Dinitrochlorbenzol durch Nitriersäure (65%ige Salpetersäure und 98%ige Schwefelsäure) dargestellt werden. Der Reaktionsmechanismus entspricht dabei einer elektrophilen aromatischen Substitution.
Die Verbindung kann auch durch die Umsetzung von Pyridiniumpikrat mit Phosphoroxychlorid erhalten werden.

## Eigenschaften
Trinitrochlorbenzol bildet hellgelbe Kristallnadeln, die bei 83 °C schmelzen. Die Schmelzenthalpie beträgt 73,3 kJ·kg−1. Für die Schmelze sind Dampfdruckdaten bekannt.
| Dampfdruck der Schmelze[4] |         |      |     |     |      |     |
| Temperatur                 | in °C   | 83   | 100 | 150 | 200  | 270 |
| Druck                      | in mbar | 0,05 | 0,2 | 2   | 12,5 | 100 |
Trinitrochlorbenzol ist ein explosionsgefährlicher Stoff im Sinne des Sprengstoffgesetzes. Wichtige Explosionskennzahlen sind:
| Wichtige explosionsrelevante Eigenschaften |                                            |
| Sauerstoffbilanz                           | −45,3 %[4]                                 |
| Stickstoffgehalt                           | 16,98 %[1]                                 |
| Bleiblockausbauchung                       | 31,5 cm3·g−1[4]                            |
| Detonationsgeschwindigkeit                 | 7200 m·s−1[4]                              |
| Verpuffungspunkt                           | 395–397 °C[4]                              |
| Schlagempfindlichkeit                      | 16 Nm[4]                                   |
| Reibempfindlichkeit                        | bis 355 N Stiftbelastung keine Reaktion[4] |

## Reaktionen
Trinitrochlorbenzol reagiert mit vielen nukleophilen Verbindungen unter Substitution des Chloratoms. Mit wässriger Ammoniak-Lösung entsteht 2,4,6-Trinitroanilin. Die Reaktion mit Hyrazinhydrat liefert 2,4,6-Trinitrophenylhydrazin, das als analytisches Reagens zum Nachweis von Ketonen und Aldehyden verwendet wird.
Die genannten Substitionsreaktionen verlaufen nach einem Additions-Eliminierungs-Mechanismus. Der alte Vergleich mit den Carbonsäurechloriden ist insofern gerechtfertigt, weil in beiden Fällen eine nukleophile Substitution am ungesättigten Kohlenstoffatom vorliegt, die prinzipiell über Zwischenstufen mit sp3-hybridisiertem Kohlenstoff erfolgen. Bei der Reaktion mit Alkalialkoholaten wurden die Meisenheimer-Komplexe entdeckt.

## Verwendung
Die Verbindung hat als Explosivstoff ähnliche Eigenschaften wie Trinitrotoluol, übertrifft dieses sogar an Brisanz. Sie wird aber trotzdem in der Praxis wenig verwendet.